# Calvin C. Chaffee

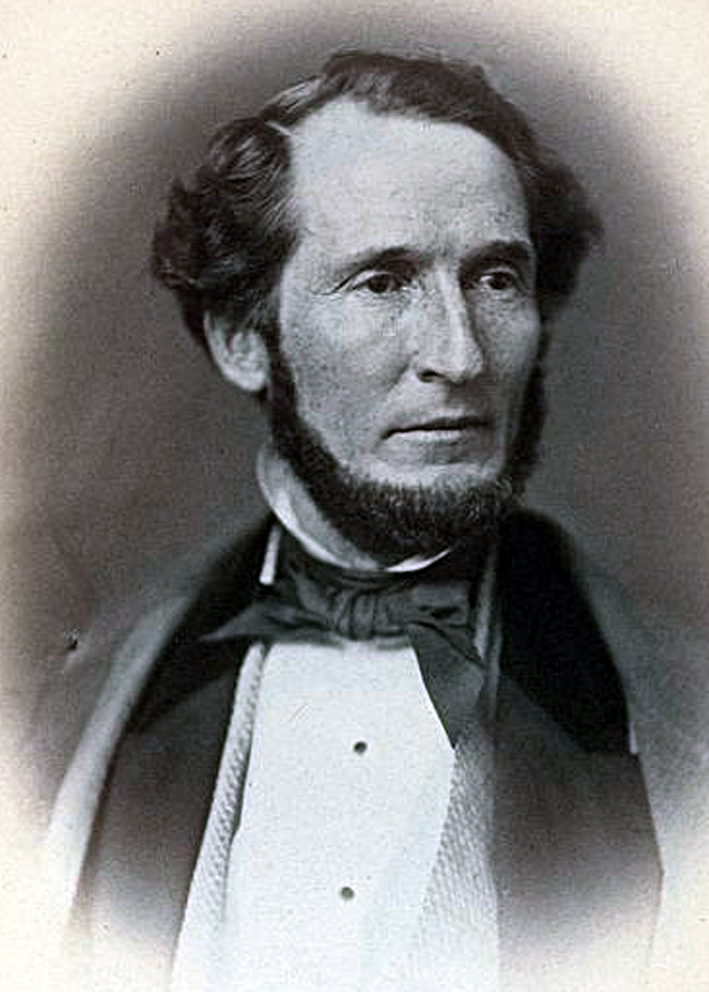
Calvin C. Chaffee (1859)

Calvin Clifford Chaffee (* 28. August 1811 in Saratoga Springs, Saratoga County, New York; † 8. August 1896 in Springfield, Massachusetts) war ein US-amerikanischer Politiker. Zwischen 1855 und 1859 vertrat er den Bundesstaat Massachusetts im US-Repräsentantenhaus.

## Werdegang
Calvin Chaffee besuchte die öffentlichen Schulen seiner Heimat. Nach einem anschließenden Medizinstudium am Middlebury College in Vermont und seiner 1835 erfolgten Zulassung als Arzt begann er in Springfield in diesem Beruf zu arbeiten. Gleichzeitig schlug er als Mitglied der American Party eine politische Laufbahn ein. Bei den Kongresswahlen des Jahres 1854 wurde Chaffee im zehnten Wahlbezirk von Massachusetts in das US-Repräsentantenhaus in Washington, D.C. gewählt, wo er am 4. März 1855 die Nachfolge von Edward Dickinson antrat. Nach einer Wiederwahl konnte er bis zum 3. März 1859 zwei Legislaturperioden im Kongress absolvieren. Diese waren von den Ereignissen im Vorfeld des Bürgerkrieges geprägt. In seiner zweiten Legislaturperiode, die am 4. März 1857 begann, vertrat Chaffee die Republikanische Partei, deren Mitglied er zwischenzeitlich geworden war.
Chaffee galt als entschiedener Gegner der Sklaverei. Ab 1850 war er mit Irene Emerson verheiratet, die Witwe des vormaligen Besitzers des Sklaven Dred Scott, der bald durch ein umstrittenes Urteil von Chief Justice Roger B. Taney in die Geschichte eingehen sollte. Durch seine Heirat wurde Chaffee nun in diesen Fall verwickelt. Immerhin war seine Frau noch 1857 offiziell „Eigentümerin“ des umstrittenen Sklaven. Dadurch wurde Chaffee selbst mit der Sklaverei in Verbindung gebracht. Er leitete die Rückgabe Scotts an die vormaligen Besitzer zwecks Emanzipation ein. Trotzdem war sein politischer Ruf beschädigt. Aus diesem Grund verzichtete er im Jahr 1858 auf eine weitere Kongresskandidatur.
Zwischen 1860 und 1862 war Calvin Chaffee als Archivar (Librarian) bei der Kongressverwaltung angestellt. Danach praktizierte er bis 1876 in der Bundeshauptstadt Washington als Arzt.  Anschließend kehrte er nach Springfield zurück. Von 1880 bis 1893 war er Präsident der Union Relief Association. Calvin Chaffee starb am 8. August 1896 in Springfield, wo er auch beigesetzt wurde.